# Thomas Schirrmacher

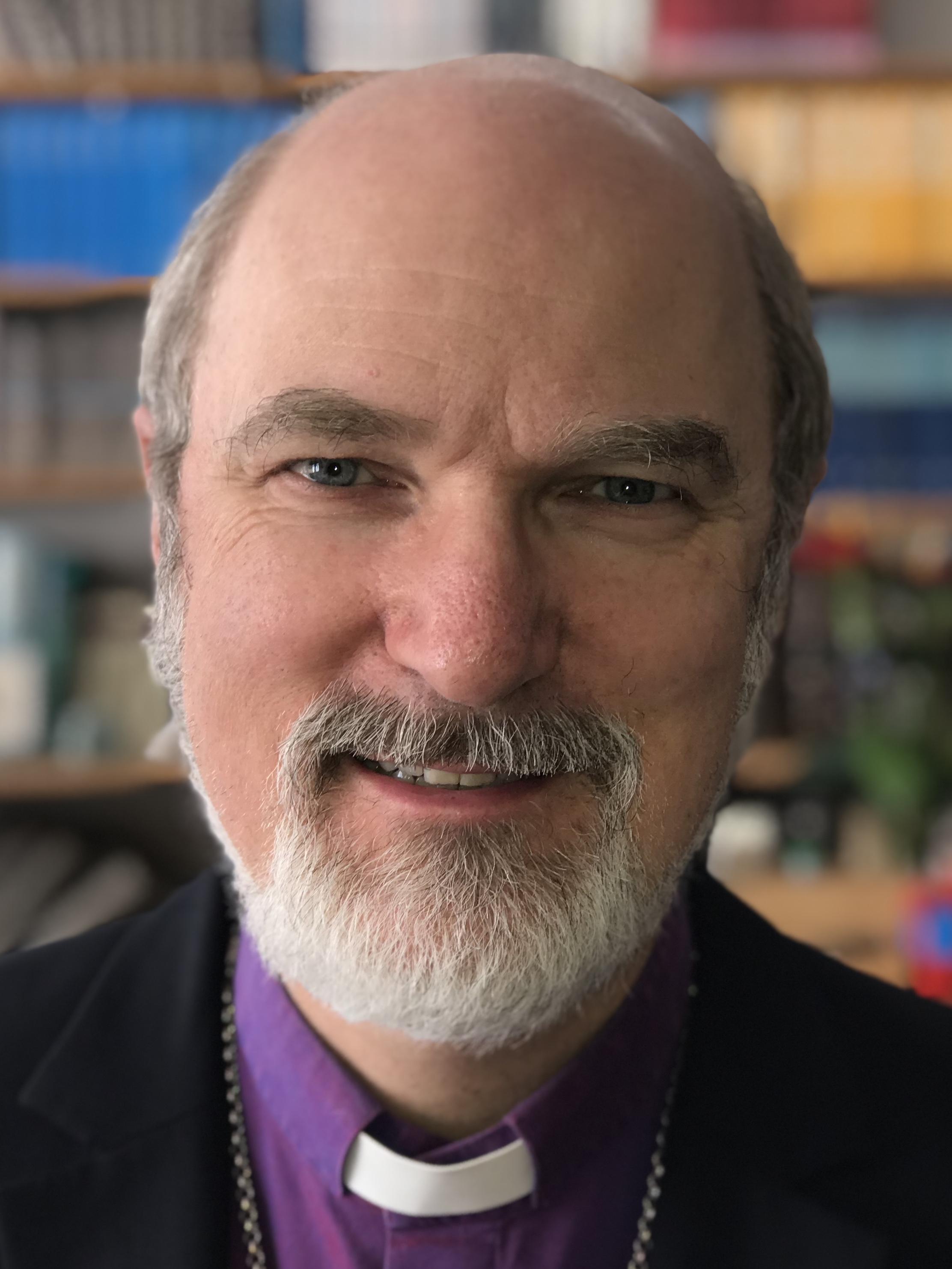
Offizielles Amtsfoto der WEA (2019)

Thomas Paul Schirrmacher (* 25. Juni 1960 in Schwelm) ist ein deutscher reformierter Theologe, Ethiker, Religionssoziologe und Menschenrechtsexperte. Er war von 2021 bis 2024 Generalsekretär (Secretary General) der Weltweiten Evangelischen Allianz, einem Dachverband von neun regionalen und 138 nationalen Evangelischen Allianzen, die nach Angaben der New York Times weltweit 600 Millionen Menschen mehrheitlich evangelikaler Überzeugung vertreten. Er ist zudem seit 2016 anglikanischer Bischof.
Schirrmacher setzt sich weltweit für Menschenrechte ein und ist Präsident des Internationalen Rates der Internationalen Gesellschaft für Menschenrechte sowie Präsident des Internationalen Instituts für Religionsfreiheit.

## Leben und Werk

### Kindheit und Familie
Thomas Schirrmacher wurde am 25. Juni 1960 als Kind des Hochschulprofessors Bernd Schirrmacher und dessen Ehefrau Ingeborg in Schwelm geboren. Sein Urgroßvater war der Historiker Friedrich Wilhelm Schirrmacher und sein Ururgroßvater, Carl Friedrich Schirrmacher, war Direktor der Petrischule in Danzig. Schirrmachers Vorfahren waren reformierte Hugenotten, die aus Salzburg nach Preußen kamen und sich schließlich in Danzig und Königsberg niederließen.
Seit 1985 ist er mit Christine Schirrmacher, Professorin für Islamwissenschaft, verheiratet.

### Akademische Laufbahn und Tätigkeit

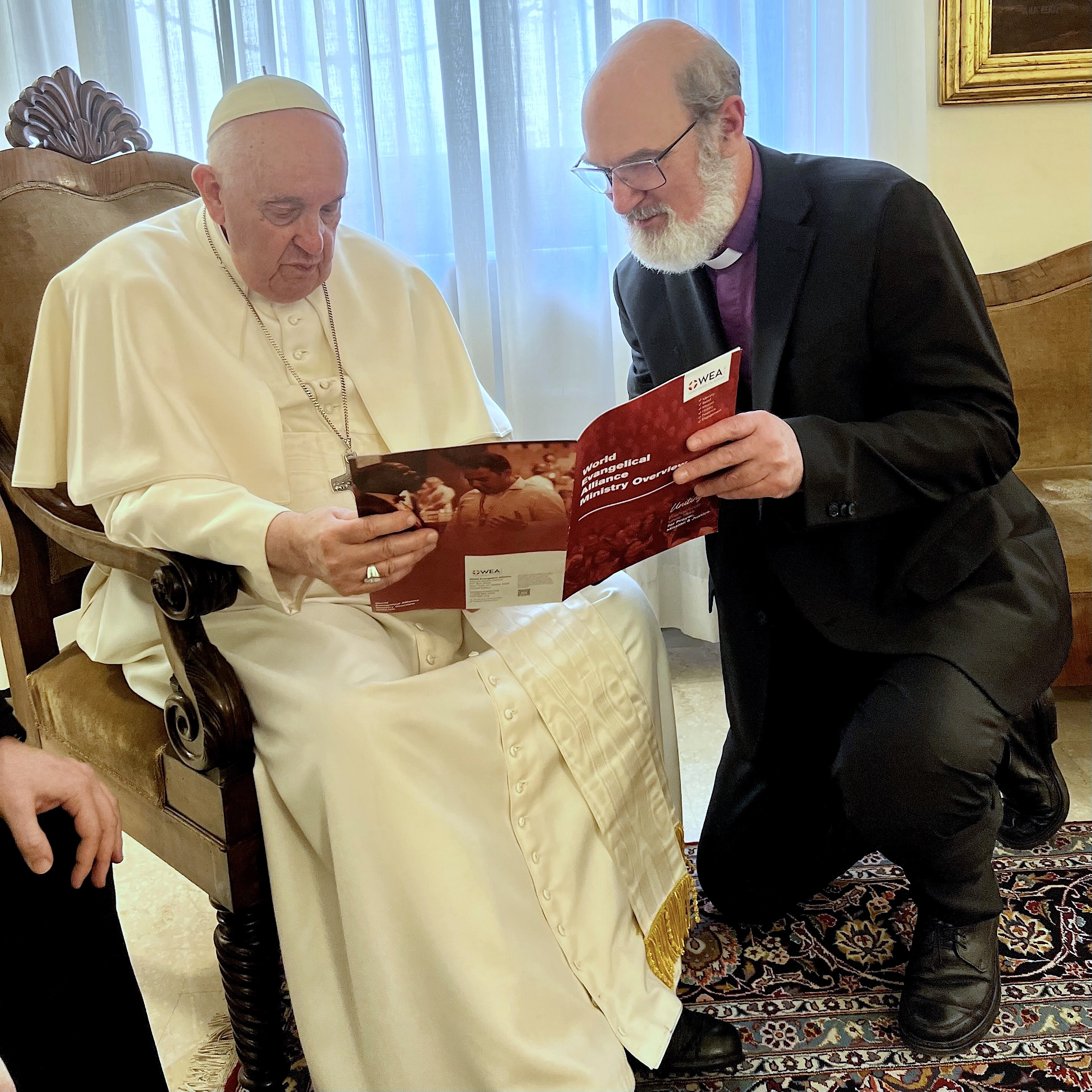
Thomas Schirrmacher im Gespräch mit Papst Franziskus über die neue WEA-Broschüre, als er den Papst nach einem Jahrzehnt im Amt besuchte. (März 2023)

Thomas Schirrmacher studierte von 1978 bis 1982 Theologie an der Staatsunabhängigen Theologischen Hochschule Basel (STH Basel) und promovierte 1985 in Theologie im Fach „Missionswissenschaft und Ökumenik“ an der Theologischen Universität Kampen (Niederlande), einer staatlich anerkannten Privathochschule. Ab 1983 studierte er Vergleichende Religionswissenschaft, Ethnologie und Volkskunde an der Rheinischen Friedrich-Wilhelms-Universität Bonn. 1989 promovierte er in Kulturanthropologie an der Pacific Western University, einer privaten Hochschule. 1996 erhielt er eine Ehrenpromotion für sein Werk Ethik vom Whitefield Theological Seminary (Lakeland (Florida)), 1997 eine Ehrenpromotion durch das Cranmer Theological House (Shreveport), 2006 eine weitere durch die ACTS University in Bangalore. 2007 wurde er bei Karl Hoheisel mit der Dissertation Hitlers Kriegsreligion an der Universität Bonn mit „magna cum laude“ zum Doctor philosophiae promoviert.
Von 1983 bis 1989 unterrichtete Thomas Schirrmacher Missions- und Religionswissenschaft an der Freien Theologischen Akademie Gießen und von 1990 bis 1996 dieselben Fächer sowie später Ethik an der STH Basel. In Basel kam es zu Konflikten mit anderen Dozenten wegen unterschiedlicher theologischer Anschauungen, woraufhin Schirrmacher die STH verlassen musste.
In den USA hatte er Professuren für Missionswissenschaft am Philadelphia Theological Seminary (1994–1998) und für Mission und Ethik am Cranmer Theological House (1997–2000). Seit 1996 lehrt er als Professor für Systematische Theologie (Dogmatik, Ethik, Apologetik und Konfessionskunde) am Whitefield Theological Seminary. Seit 2000 ist er zusätzlich Professor für internationale Entwicklung an der privaten William Carey University (Shillong) und seit 2009 für Religionssoziologie an der rumänischen West-Universität Temeswar, wohin er von der Universität Oradea wechselte, an der er von 2006 bis 2009 lehrte. Seine außerordentliche Professur an der Fakultät für Soziologie und Psychologie der West-Universität Temeswar wurde 2014 bestätigt. Er unterrichtet dort vier Semesterwochenstunden im wochenweisen Blockunterricht – aus dem zwei rumänische Lehrbücher entstanden – und betreut das Stipendiatenprogramm. Daneben unterrichtet er im Masterprogramm für Sozialarbeit.

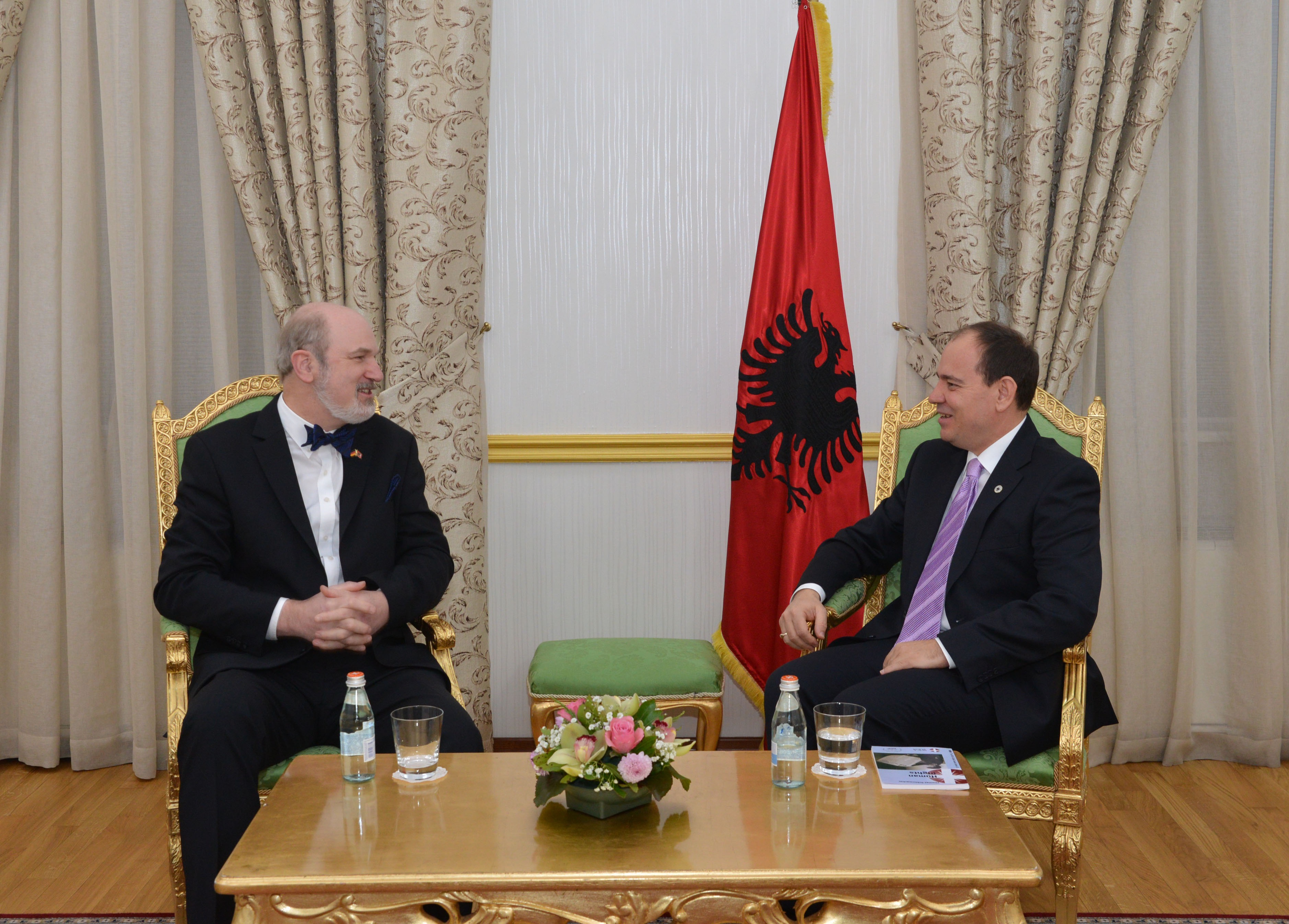
Thomas Schirrmacher besucht Bujar Nishani, den Präsidenten von Albanien (19. Oktober 2015)

Weiter lehrt er als Professor bzw. Gastdozent an theologischen Ausbildungsstätten im In- und Ausland, etwa an der Mackenzie Presbyterian University in São Paulo, am Regent’s Park College der Universität Oxford und seit 2010 als Professor für Religionssoziologie an der Fakultät für Soziologie und Psychologie an der rumänischen staatlichen West-Universität Temeswar.
Von 1996 bis 2018 war Thomas Schirrmacher Rektor des privaten und von ihm gegründeten Martin Bucer Seminars, wo er weiterhin Systematische Theologie (vor allem Ethik) sowie Missions- und Religionswissenschaft lehrt und als Rektor emeritus geführt ist.
Er ist Verfasser und Herausgeber von über 100 Büchern, darunter eine achtbändige Ethik. Im Jahr 2022 lagen Übersetzungen in 18 Sprachen vor.

### Weitere Tätigkeiten und Ämter

#### Menschenrechte, Religionsfreiheit und Christenverfolgung

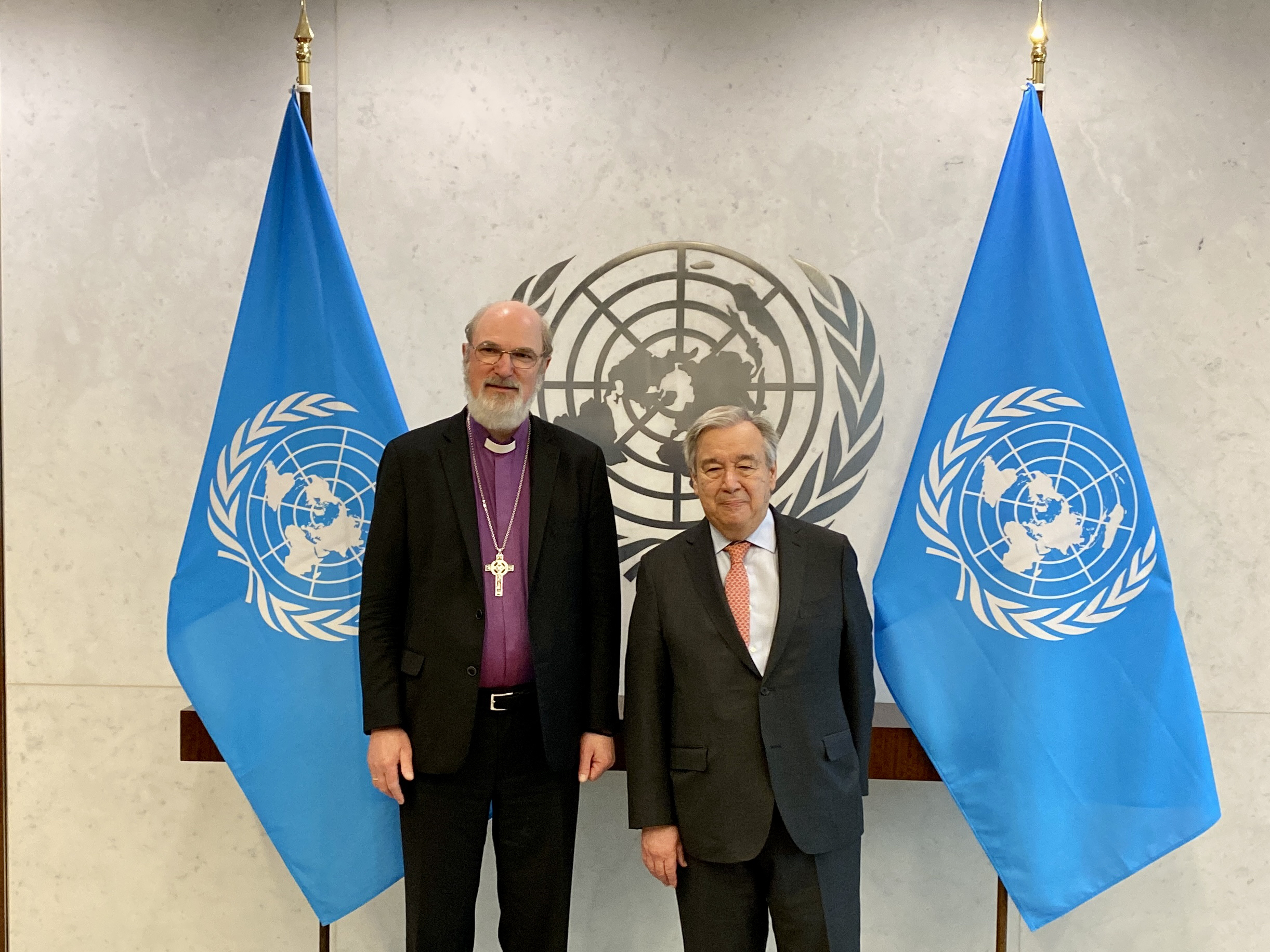
Thomas Schirrmacher trifft den Generalsekretär der Vereinten Nationen (2022)

Schirrmacher war bis 2021 Geschäftsführer des Arbeitskreises für Religionsfreiheit der Deutschen und der Österreichischen Evangelischen Allianz und Mitglied der Kommission für Religionsfreiheit der Weltweiten Evangelischen Allianz, deren Sprecher für Menschenrechte er bis 2021 war. Als Direktor leitete er bis 2021 das Internationale Institut für Religionsfreiheit, dessen Präsident er nun ist.
Nach Medienberichten ist er einer der führenden Experten zum Thema Christenverfolgung, der sich auch im Rahmen von Menschenrechtsorganisationen wie Amnesty International und der Internationalen Gesellschaft für Menschenrechte für die Freiheit aller Religionen einsetzt. Mehrfach war er als Sachverständiger für den Bundestag tätig, zuletzt in der Anhörung des Menschenrechtsausschusses am 28. November 2018. Schirrmacher ist Mitglied im Weltrat von Religions for Peace, zu dem unter anderem aus Deutschland auch die evangelische Theologin Margot Käßmann gehört, sowie in dem von Rabbinern gegründeten Institute for the Freedom of Faith & Security in Europe (IFFSE).
Neben der Religionsfreiheit ist der zweite Schwerpunkt Schirrmachers im menschenrechtlichen Bereich der Kampf gegen den Menschenhandel. Zu diesem Thema hält er Vorträge weltweit, spricht mit Kirchenführern wie den Päpsten Benedikt XVI. und Franziskus und dem Ökumenischen Patriarchen Bartholomeos I., aber etwa auch beim Global Media Forum, vor Landtagsfraktionen und Landesregierungen sowie in deutschen Städten unter der Schirmherrschaft von Oberbürgermeistern.

#### Ökumene

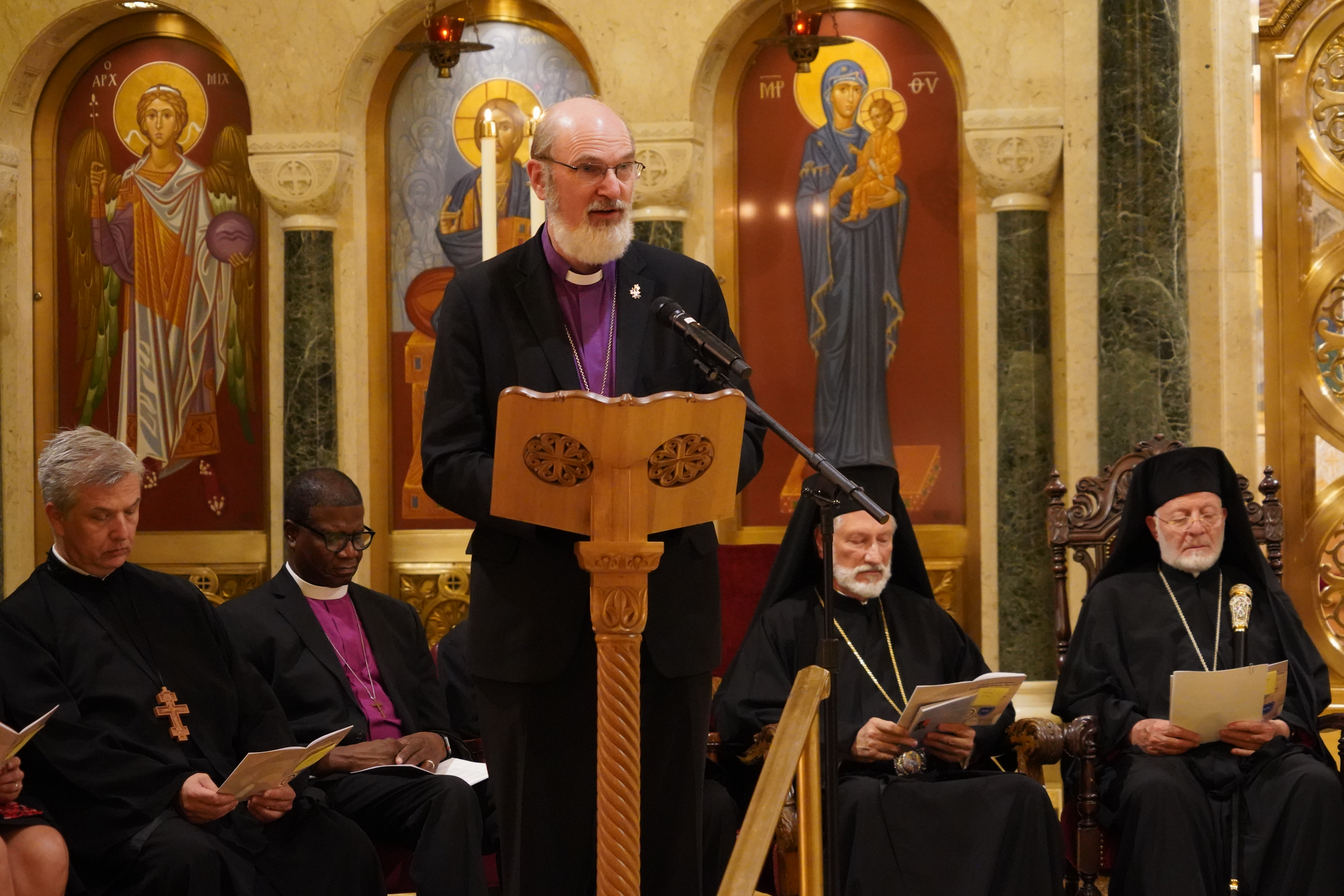
Thomas Schirrmacher spricht in der orthodoxen Saint Sophia Cathedral (Washington, D.C.) im Jahr 2021

Im Oktober 2015 nahm Schirrmacher als Gast an der von Papst Franziskus einberufenen katholischen Familiensynode teil. Er gilt als einer der Architekten des sogenannten „Christlichen Zeugnisses in einer multireligiösen Welt“, des ersten Dokumentes, das 2011 Vatikan, Ökumenischer Rat der Kirchen und WEA gemeinsam unterzeichneten. Die Tageszeitung Die Welt nennt ihn einen der führenden Experten in Sachen Christenverfolgung und Religionsfreiheit und „des Papstes liebster Protestant“. Schirrmacher ist zudem Berater der Kommission für Glaube und Kirchenverfassung, d. h. der theologischen Kommission des Ökumenischen Rates der Kirchen.

#### Weitere Tätigkeiten und Ämter
Schirrmacher ist außerdem Vorsitzender des Beirates des Zentralrates Orientalischer Christen (ZOCD), Mitglied des Leitungskomitees des Global Christian Forums und Beiratsmitglied des Institute for Freedom of Faith & Security in Europe. Er ist Inhaber des Verlags für Kultur und Wissenschaft sowie Gründer und Berater des internationalen Hilfswerks „Gebende Hände“.
2016 empfing er die Bischofsweihe der Communio Christiana. Diese Gemeinschaft gehört zum Continuing Anglican Movement und teilt die Jerusalemer Erklärung.
Am 27. Oktober 2020 wurde Schirrmacher zum nächsten Generalsekretär der Weltweiten Evangelischen Allianz gewählt. Seine Amtszeit begann im März 2021. Am 1. April 2024 trat er aufgrund gesundheitlicher Probleme von diesem Amt zurück.

## Ehrungen
- 1996: Ehrendoktorwürde für sein Werk Ethik vom Whitefield Theological Seminary (Lakeland (Florida))
- 1997: Ehrendoktorwürde des anglikanischen Cranmer Theological House
- 2002: ‚Man of Achievement‘ im Bereich der Ethik der internationalen Entwicklung, International Biographical Center Oxford
- 2006: Ehrenpromotion der University of Bangalore in Indien
- 2007: Franz-Delitzsch-Förderpreis für die Dissertation über Hitlers Kriegsreligion
- 2008: Menschenrechtspreis Pro Fide[54]
- 2016: Verdienstorden am Bande des Königlichen Hauses von Ghassan (Jordanien/Libanon)[55]
- 2017: Stephanus-Sonderpreis für Religionsfreiheit von der Stephanus-Stiftung (Frankfurt)[56]
- 2021: Ehrendoktorwürde der Johann Heinrich Pestalozzi Christian University in Miami für seinen Einsatz für christliche Ethik, Menschenrechte sowie unterdrückte und verfolgte Christen[57]
- 2022: Health Media Award (London) für seinen globalen Einsatz für Basis-Gesundheitsdienste[58]

## Veröffentlichungen (Auswahl)

### Als Autor
Aufsätze
- „Mission Gottesreich“ oder: Die Kriminalisierung der Evangelikalen (Rezension zu: Oda Lambrecht, Christian Baars: Mission Gottesreich: Fundamentalistische Christen in Deutschland. Links, Berlin 2009). In: Professorenforum-Journal, Band 10 (2009), Nr. 3, S. 13–27.
- Demokratie und christliche Ethik. In: Aus Politik und Zeitgeschichte (ApuZ), Jg. 14 (2009), Heft 9, ISSN 0479-611X.

Monographien
- „Das göttliche Volkstum“ und der „Glaube an Deutschlands Größe und heilige Sendung“. Hans Naumann als Volkskundler und Germanist im Nationalsozialismus (= Disputationes linguarum et cultuum orbis, Sectio 5; Volkskunde und Germanistik, Band 2). Neuauflage, VKW, Bonn 2000, ISBN 3-932829-16-6 (Dissertation Universität Pacific Western Los Angeles 1989, 606 Seiten).
- Hoffnung für Europa. 66 Thesen. VTR, Nürnberg 2002, ISBN 3-933372-43-7.
- Multikulturelle Gesellschaft. Chancen und Gefahren. Hänssler, Holzgerlingen 2006, ISBN 978-3-7751-4576-3.
- Hitlers Kriegsreligion. Die Verankerung der Weltanschauung Hitlers in seiner religiösen Begrifflichkeit und seinem Gottesbild. VKW, Bonn 2007, ISBN 978-3-938116-31-9.
- Die neue Unterschicht. Armut in Deutschland? Hänssler, Holzgerlingen 2007, ISBN 978-3-7751-4674-6.
- Moderne Väter. Weder Waschlappen noch Despoten. Hänssler, Holzgerlingen 2007, ISBN 978-3-7751-4609-8.
- Internetpornografie … was jeder darüber wissen sollte. Hänssler, Holzgerlingen 2008, ISBN 978-3-7751-4838-2.
- Rassismus. Alte Vorurteile und neue Erkenntnisse. SCM Hänssler, Holzgerlingen 2008, ISBN 978-3-7751-4999-0.
- Ethik. VTR, Nürnberg 2009 (8 Bände), ISBN 978-3-933372-55-0.
- Fundamentalismus. Wenn Religion zur Gefahr wird. SCM Hänssler, Holzgerlingen 2010, ISBN 978-3-7751-5203-7.
- Paulus im Kampf gegen den Schleier. Eine alternative Auslegung von 1. Korinther 11,2-16. VTR, Nürnberg 2002, ISBN 978-3-933372-45-1.
- Korruption: wenn Eigennutz vor Gemeinwohl steht (mit David Schirrmacher). SCM, Stiftung Christliche Medien Hänssler, Holzgerlingen 2014, ISBN 978-3-7751-5524-3.
- Unterdrückte Frauen (mit Christine Schirrmacher). SCM, Stiftung Christliche Medien Hänssler, Holzgerlingen 2014, ISBN 978-3-7751-5480-2.
- Kaffeepausen mit dem Papst. SCM, Stiftung Christliche Medien Hänssler, Holzgerlingen 2016, ISBN 978-3-7751-5763-6.
- Koran und Bibel: Die größten Religionen im Vergleich. Erste Aufl. der erweiterten Ausgabe. SCM, Stiftung Christliche Medien Hänssler, Holzgerlingen 2017, ISBN 978-3-7751-5774-2.
- Die Freimaurer: Religion der Mächtigen? VTR: Nürnberg, 2018, ISBN 978-3-937965-42-0.
- Menschenhandel. Die Rückkehr der Sklaverei. SCM Hänssler, Holzgerlingen 2018, ISBN 978-3-7751-5867-1.
- Kritik der pluralistischen Religionstheologie und andere Beiträge zur Zusammengehörigkeit von Dialog und Mission. VKW: Bonn, 2024, ISBN 978-3-86269-300-9.
- Menschenrechte. Anspruch und Wirklichkeit. Zweite Auflage. VKW: Bonn, 2024, ISBN 978-3-86269-274-3.
- Rassismus. Alte Vorurteile und neue Erkenntnisse. Zweite Auflage. VKW: Bonn, 2024, ISBN 978-3-86269-273-6.

### Als Herausgeber
- Die Jahrbücher Jahrbuch Verfolgung und Diskriminierung von Christen und Jahrbuch Religionsfreiheit (bis 2012: Märtyrer: Das Jahrbuch zur Christenverfolgung heute) erscheinen 2001 bis 2021 jährlich (hrsg. gemeinsam mit Max Klingberg und Martin Warnecke; bis 2016 auch mit Ron Kubsch).[59]
- Reihe Studien zur Geschichte christlicher Bewegungen reformatorischer Tradition in Österreich (hrsg. gemeinsam mit Frank Hinkelmann und Franz Graf-Stuhlhofer). VKW, Bonn, seit 2006.
- Reihe Hänssler Kurz und bündig, SCM Hänssler, Holzgerlingen.
- HIV/AIDS als christliche Herausforderung, VKW, Bonn 2008 (zusammen mit Kurt Bangert).

1. Grundsätzliche Erwägungen, ISBN 978-3-938116-44-9.
2. Aus der praktischen Arbeit, ISBN 978-3-938116-45-6.

- mit Friedemann Burkhardt: Glaube nur im stillen Kämmerlein? Zum Schutz religiöser Freiheitsrechte konvertierter Asylbewerber (Studien zur Religionsfreiheit 14), VKW, Bonn 2009, ISBN 978-3-938116-73-9.
- Menschenrechte, SCM Hänssler, Holzgerlingen 2012, ISBN 978-3-7751-5379-9.
- Dogmatik von Eduard Böhl, 2. Aufl., VKW, Bonn 2019, ISBN 978-3-932829-98-7.
- Die Zeit für die Bekehrung der Welt ist reif. Rufus Anderson und die Selbständigkeit der Kirche, 2. Aufl., VKW, Bonn 2022, ISBN 978-3-86269-242-2.